# Fiesta de la República Italiana
La Fiesta de la República (en italiano, Festa della Repubblica), es el día de fiesta nacional que se celebra el 2 de junio en Italia, y conmemora el referéndum popular de 1946, cuando (por sufragio universal) los ciudadanos italianos fueron llamados a decidir qué forma de gobierno (monarquía o república) querían para su país tras la Segunda Guerra Mundial y la caída del Fascismo.

## Historia
Tras 85 años de monarquía, con 12.717.923 votos a favor y 10.719.284 votos en contra, Italia se convirtió en República, y los reyes de la casa de Saboya fueron desposeídos del poder y exiliados. Esta es una de las fiestas públicas más importantes de Italia que, al igual que el 14 de julio en Francia y el 4 de julio en los Estados Unidos, celebra el nacimiento de la nación. El acto más importante de la celebración es un gran desfile militar en Roma.
Después de algunas décadas suspendida como tal, en el año 2000, volvió a proclamarse día festivo. Actualmente, es la principal fiesta civil italiana. En esta fecha, se recuerda el referéndum institucional del 2 y 3 de junio de 1946, donde por primera vez en elecciones universales, el pueblo italiano tuvo que optar por la monarquía, forma de gobierno de Italia entre la unificación y el período fascista, y una república.